# Slatina (Bor)
Pour les articles homonymes, voir Slatina.
Slatina (en serbe cyrillique : Слатина) est un village de Serbie situé dans la municipalité de Bor, district de Bor. Au recensement de 2011, il comptait 886 habitants.

## Démographie
| 1948  | 1953  | 1961  | 1971  | 1981  | 1991  | 2002 | 2011 |
| ----- | ----- | ----- | ----- | ----- | ----- | ---- | ---- |
| 1 350 | 1 381 | 1 562 | 1 325 | 1 253 | 1 116 | 921  | 886  |

|  |